# Garden County
Garden County ist ein County im Bundesstaat Nebraska der Vereinigten Staaten. Der Verwaltungssitz (County Seat) ist Oshkosh.

## Geographie
Das County liegt im mittleren Westen von Nebraska, ist im Süden etwa 40 km von Colorado entfernt und hat eine Fläche von 4483 Quadratkilometern, wovon 69 Quadratkilometer Wasserfläche sind. Es grenzt im Uhrzeigersinn an folgende Countys: Sheridan County, Grant County, Arthur County, Keith County, Deuel County, Cheyenne County und Morrill County.

## Geschichte
Garden County wurde 1909 gebildet. Benannt wurde es in der Hoffnung, dass dieses Land der Garten des Westens werden solle oder in Anlehnung an den „Garten Eden“.
Ein Ort hat den Status einer National Historic Landmark, die Halbhöhle Ash Hollow Cave. Sechs Bauwerke und Stätten des Countys sind insgesamt im National Register of Historic Places eingetragen (Stand 11. Februar 2018).

## Demografische Daten

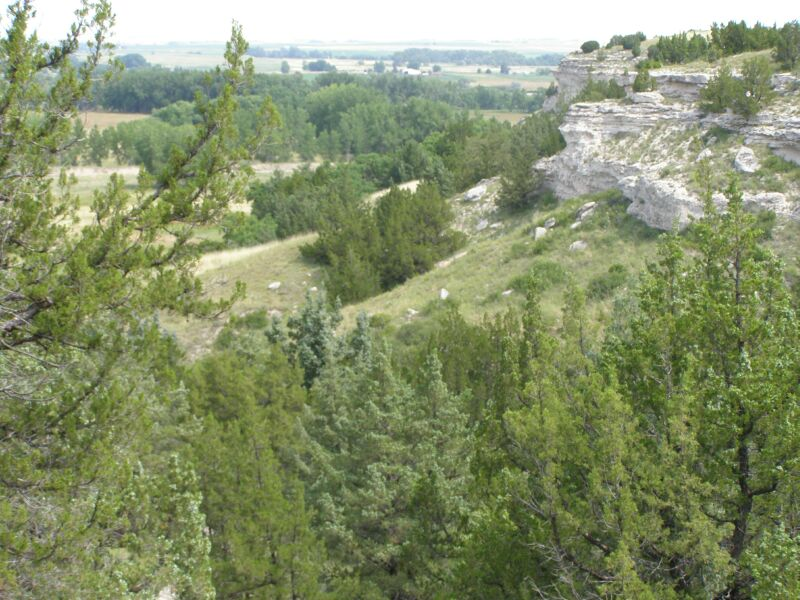
Ash Hollow Cave, gelistet im NRHP

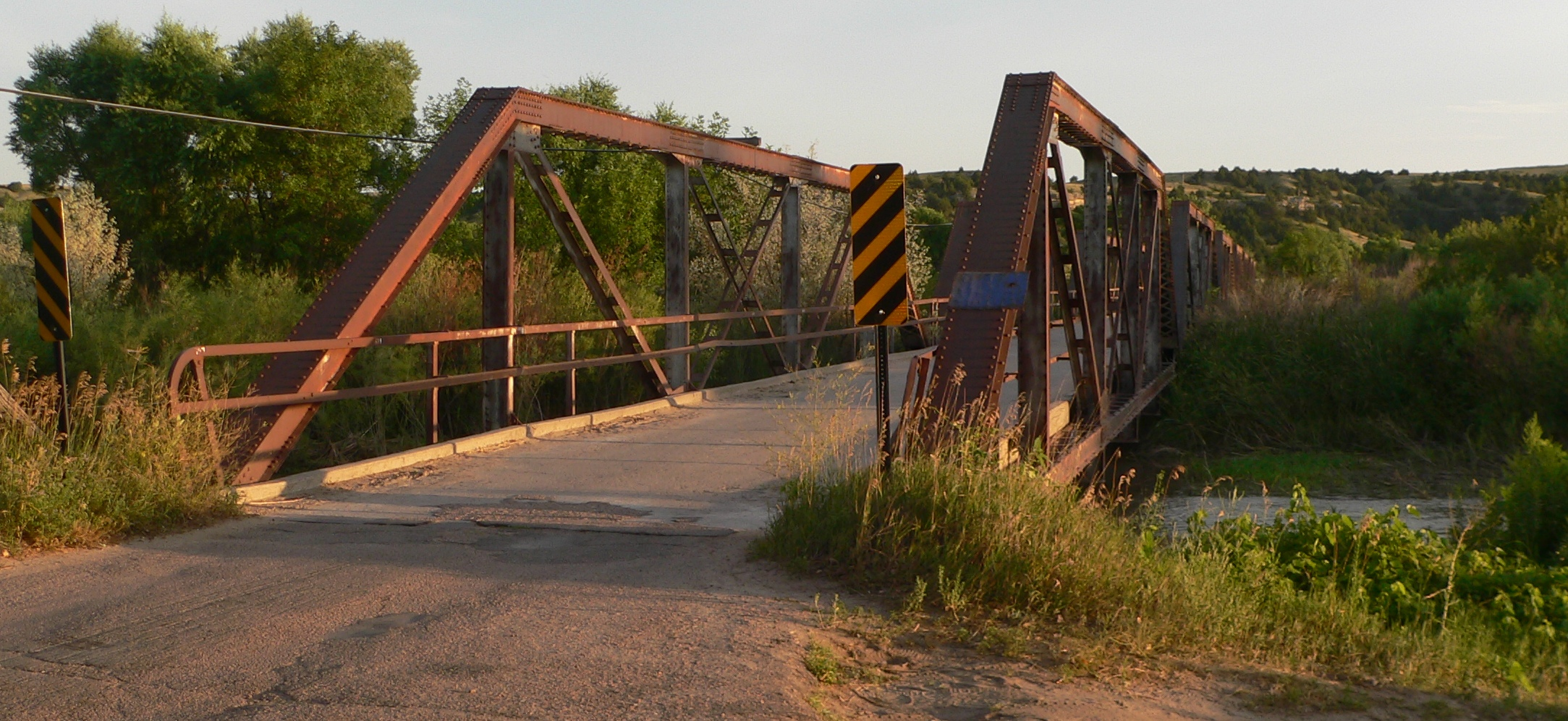
Lewellen State Aid Bridge, gelistet im NRHP

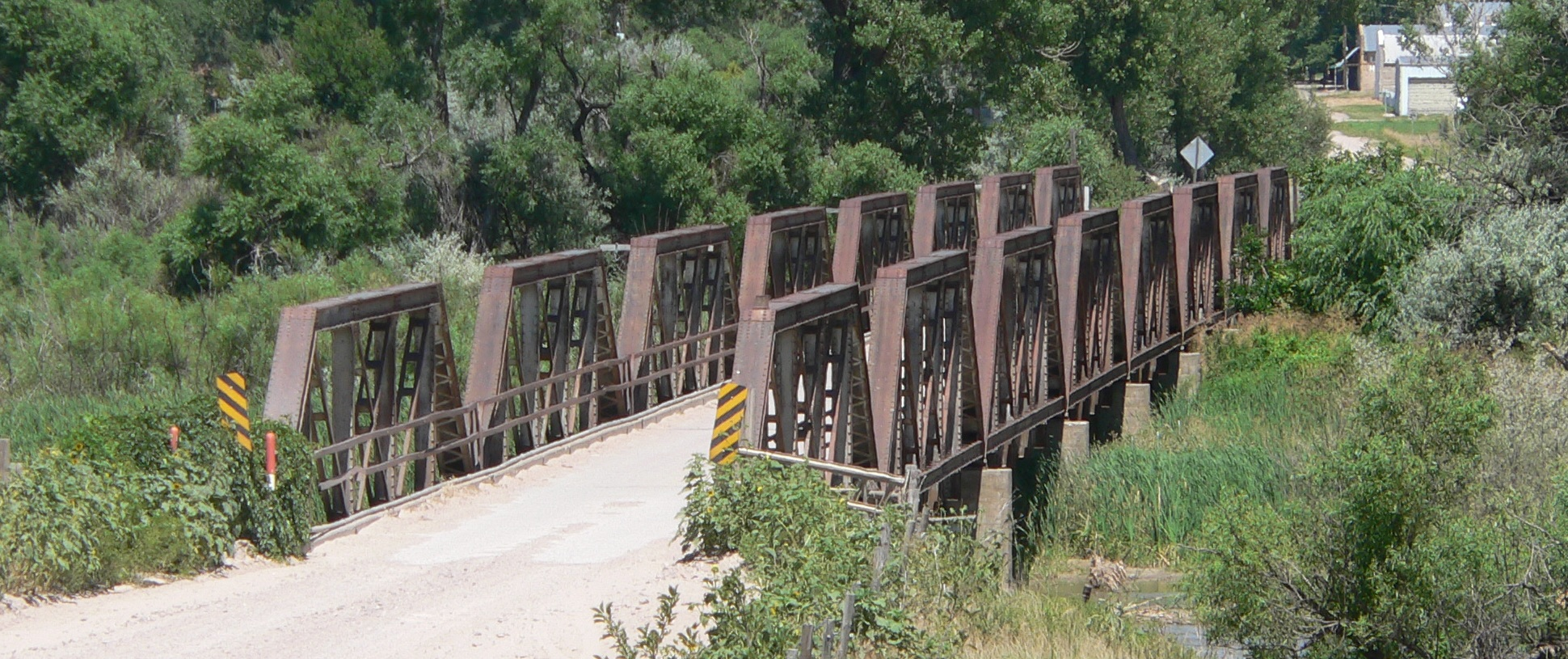
Lisco State Aid Bridge, gelistet im NRHP

Nach der Volkszählung im Jahr 2000 lebten im Garden County 2292 Menschen in 1020 Haushalten und 658 Familien. Die Bevölkerungsdichte betrug 1 Einwohner pro Quadratkilometer. Ethnisch betrachtet setzte sich die Bevölkerung zusammen aus 98,34 Prozent Weißen, 0,13 Prozent Afroamerikanern, 0,26 Prozent amerikanischen Ureinwohnern, 0,26 Prozent Asiaten und 0,52 Prozent aus anderen ethnischen Gruppen; 0,48 Prozent stammten von zwei oder mehr Ethnien ab. 1,44 Prozent der Bevölkerung waren spanischer oder lateinamerikanischer Abstammung.
Von den 1020 Haushalten hatten 24,8 Prozent Kinder und Jugendliche unter 18 Jahre, die bei ihnen lebten. 55,9 Prozent waren verheiratete, zusammenlebende Paare, 6,0 Prozent waren allein erziehende Mütter, 35,4 Prozent waren keine Familien, 32,5 Prozent waren Singlehaushalte und in 16,2 Prozent lebten Menschen im Alter von 65 Jahren oder darüber. Die Durchschnittshaushaltsgröße betrug 2,19 und die durchschnittliche Familiengröße lag bei 2,77 Personen.
Auf das gesamte County bezogen setzte sich die Bevölkerung zusammen aus 21,8 Prozent Einwohnern unter 18 Jahren, 4,6 Prozent zwischen 18 und 24 Jahren, 22,7 Prozent zwischen 25 und 44 Jahren, 27,0 Prozent zwischen 45 und 64 Jahren und 24,0 Prozent waren 65 Jahre alt oder darüber. Das Durchschnittsalter betrug 46 Jahre. Auf 100 weibliche Personen kamen 94,9 männliche Personen. Auf 100 Frauen im Alter von 18 Jahren oder darüber kamen statistisch 91,4 Männer.
Das jährliche Durchschnittseinkommen eines Haushalts betrug 26.458 USD, das Durchschnittseinkommen der Familien betrug 32.546 USD. Männer hatten ein Durchschnittseinkommen von 21.495 USD, Frauen 17.000 USD. Das Prokopfeinkommen betrug 15.414 USD. 10,8 Prozent der Familien und 14,8 Prozent der Bevölkerung lebten unterhalb der Armutsgrenze. Davon waren 22,0 Prozent Kinder oder Jugendliche unter 18 Jahre und 8,7 Prozent waren Menschen über 65 Jahre.

## Orte im County
- Lewellen
- Lisco
- Mumper
- Oshkosh
- Rackett